# Vuelve
Vuelve (с исп. — «Вернись») — четвёртый студийный альбом пуэрто-риканского певца Рики Мартина, записанный на испанском языке и выпущенный 10 февраля 1998 года на лейблах «Sony Music Latin» и «Columbia».

## Появление в чарте
Альбом был распродан более восемью миллионами долларами по всему миру. 2.1 миллиона из них были распроданы в Европе, 1 миллион в Азии, 883,000 копий в США и 204,000 копий в Японии.
В США Vuelve провел двадцать шесть недель подряд на первой строке Billboard's Top Latin Albums и достиг пика на сороковой строке в Billboard 200. Альбом был сертифицирован Платиновым по данным RIAA. Одноимённый трек «Vuelve» пробыл на первой строке две недели в Hot Latin Songs. Позднее такого же успеха достиг «Perdido Sin Tí» в этом чарте на одну неделю. «La Copa de la Vida» достиг пика на второй строке. Три дургие песни также попали в чарт Hot Latin Songs: «Corazonado» (двадцатым номером), «La Bomba» (двадцать седьмым номером) and «Por Arriba, Por Abajo» (тридцать третьим номером).
«La Copa de la Vida» («The Cup of Life») стала официальной песней 1998 FIFA World Cup и заняла верхушки чартов во многих странах по всему миру. Она стала вторым международным хитом Мартина после «María». Благодаря умеху «La Copa de la Vida», альбом занял первые строки многих чартов по всему миру, включая первую позицию в Испании и Норвегии, вторую в Австралии и Швеции, третью в Венгрии, четвертую в Швейцарии седьмую в Финляндии.
Vuelve была сертифицирована Мульти-Платиновой, Платиновой и Золотой во многих странах, включая Платиновую награду IFPI, после продажи одного миллиона копий в Европе. В Испании он был сертифицирован 6&раз; Платиновым.
«La Bomba» был выпущен вторым международным синглом, достигнув пятой строки в Испании. «Por Arriba, Por Abajo» был третьим синглом, достигшим тринадцатой строки в Испании.

## Награды
Vuelve получил Грэмми в категории «Лучший Латиноамериканский Поп Альбом» на 41-й церемонии «Грэмми», Billboard Latin Music Award в категории «Альбом Года» и две награды «Ritmo Latino Music» в категории «Альбом Года» и «Поп Артист». Vuelve также попал в список «Поп Альбомов Года» на 10-й церемонии «Ло Нуэстро», уступив песне Me Estoy Enamorando певца Алехандро Фернандеса. Он был также номинирован в категории «Любимый Латиноамериканский Артист» на церемонии American Music Award.

## Список композиций
Продюсером всех песен стал К. К. Портер и Драко Роса, за исключением «La Copa de la Vida» которая была продюсирована Дезмондом Чайлдом и Драком Розой.
| №   | Название                   | Автор(ы)                                                   | Длительность |
| --- | -------------------------- | ---------------------------------------------------------- | ------------ |
| 1.  | «Por Arriba, Por Abajo»    | Луис Гомес Эсколар, Драко Роза, Цезарь Лемос, Капла Апонте | 3:08         |
| 2.  | «Vuelve»                   | Франко де Вита                                             | 5:09         |
| 3.  | «Lola, Lola»               | Луис Гомес Эсколар, К. К. Портер, Драко Роза               | 4:46         |
| 4.  | «Casi un Bolero»           | Луис Гомес Эсколар, К. К Портер, Драко Роза                | 4:39         |
| 5.  | «Corazonado»               | Луис Гомес Эсколар, К. К. Портер, Драко Роза               | 4:59         |
| 6.  | «La Bomba»                 | Луис Гомес Эсколар, К. К. Портер, Драко Роза               | 4:34         |
| 7.  | «Hagamos el Amor»          | Луис Гомес Эсколар, Драко Роза                             | 3:11         |
| 8.  | «La Copa de la Vida»       | Луис Гомес Эсколар, Дезмонд Чайлд, Драко Роза              | 4:28         |
| 9.  | «Perdido Sin Tí»           | Луис Гомес Эсколар, К. К. Портер, Драко Роза               | 4:11         |
| 10. | «Asi Es la Vida»           | Луис Гомес Эсколар, Марко Флорес                           | 4:00         |
| 11. | «Marcia Baila»             | Луис Гомес Эсколар, Кэтрин Рингер, Фред Чичин              | 3:59         |
| 12. | «No Importa la Distancia»  | Алан Менкен, Дэвид Зиппель, Ренато Лопес, Хавьер Понтон    | 4:55         |
| 13. | «Gracias por Pensar en Mi» | Рики Мартин, Ренато Руссо                                  | 5:51         |

| №   | Название                        | Автор(ы)                                     | Длительность |
| --- | ------------------------------- | -------------------------------------------- | ------------ |
| 14. | «Casi un Bolero» (Instrumental) | Луис Гомес Эсколар, К. К. Портер, Драко Роза | 4:39         |

| №   | Название                                 | Автор(ы)                                      | Длительность |
| --- | ---------------------------------------- | --------------------------------------------- | ------------ |
| 14. | «The Cup of Life» (Spanglish Radio Edit) | Луис Гомес Эсколар, Дезмонд Чайлд, Драко Роза | 4:37         |

| №   | Название                            | Автор(ы)                                      | Длительность |
| --- | ----------------------------------- | --------------------------------------------- | ------------ |
| 14. | «María» (Spanglish Radio Edit)      | Луис Гомес Эсколар, К. К. Портер, Ян Блейк    | 4:23         |
| 15. | «Casi un Bolero» (Instrumental)     | Луис Гомес Эсколар, К. К. Портер, Драко Роза  | 4:39         |
| 16. | «The Cup of Life» (English Version) | Луис Гомес Эсколар, Дезмонд Чайлд, Драко Роза | 4:37         |

| №  | Название                                         | Автор(ы)                                          | Длительность |
| -- | ------------------------------------------------ | ------------------------------------------------- | ------------ |
| 1. | «The Cup of Life» (Remix - Long Version)         | Луис Гомес Эсколар, Дезмонд Чайлд, Драко Роза     | 8:40         |
| 2. | «La Bomba» (Pablo Flores Remix - Spanglish Edit) | Луис Гомес Эсколар, К. К. Портер, Драко Роза      | 4:15         |
| 3. | «Casi un Bolero» (Spanglish Version)             | Луис Гомес Эсколар, К. К. Портер, Драко Роза      | 4:38         |
| 4. | «Dónde Estarás» (Radio Edit)                     | Кристобаль Сансано, Моника Наранхо, Хосе Ногуерас | 3:42         |
| 5. | «Corazón» (Radio Remix)                          | К. К. Портер, Л. Энжел                            | 4:07         |
| 6. | «Te Extraño, Te Olvido, Te Amo»                  | Карлос Лара                                       | 4:42         |

## Чарты и сертификации
| Чарт (1998)                   | Наивысшая позиция |
| ----------------------------- | ----------------- |
| Australian Albums Chart       | 2                 |
| Austrian Albums Chart         | 22                |
| Belgian Flanders Albums Chart | 37                |
| Belgian Wallonia Albums Chart | 22                |
| Canadian Albums Chart         | 11                |
| Dutch Albums Chart            | 41                |
| Finnish Albums Chart          | 7                 |
| French Albums Chart           | 23                |
| German Albums Chart           | 15                |
| Hungarian Albums Chart        | 3                 |
| Japanese Albums Chart         | 19                |
| Norwegian Albums Chart        | 1                 |
| Spanish Albums Chart          | 1                 |
| Swedish Albums Chart          | 2                 |
| Swiss Albums Chart            | 4                 |
| US Billboard 200              | 40                |
| US Billboard Top Latin Albums | 1                 |
| US Billboard Latin Pop Albums | 1                 |

| Чарт (1998)                   | Позиция  |
| ----------------------------- | -------- |
| Australian Albums Chart       | 26       |
| Belgian Wallonia Albums Chart | 91       |
| Swiss Albums Chart            | 14       |
| US Billboard Top Latin Albums | 2        |
| US Billboard Latin Pop Albums | 2        |
| Chart (1999)                  | Position |
| Canadian RPM Top Albums       | 34       |
| US Billboard Top Latin Albums | 1        |
| US Billboard Latin Pop Albums | 1        |
| Чарт (2000)                   | Позиция  |
| Finnish Albums Chart          | 69       |

### Сертицикации
| Регион                        | Сертификаты   |
| ----------------------------- | ------------- |
| Аргентина (CAPIF)             | 3× Платиновый |
| Австралия (ARIA)              | 2× Платиновый |
| Канада (Music Canada)         | 2× Платиновый |
| Финляндия (Musiikkituottajat) | Золотой       |
| Франция (SNEP)                | Золотой       |
| Норвегия (IFPI Norway)        | Золотой       |
| Польша (ZPAV)                 | Золотой       |
| Испания (PROMUSICAE)          | 6× Платиновый |
| Швеция (GLF)                  | Платиновый    |
| Швейцария (IFPI Switzerland)  | Платиновый    |
| США (RIAA)                    | Платиновый    |
| Итого                         |               |
| Европа (IFPI)                 | Платиновый    |